# 반조 (모바일)
반조(Banjo)는 모든 주요 소셜 네트워크를 하나로 통합하여 위치 태그와 함께 보여주는 소셜 디스커버리(social discovery) 모바일 애플리케이션이다.
반조는 포스퀘어, 트위터, 페이스북, 인스타그램에서 위치태그가 담긴 공개 게시물을 수집 후에 한 목록에 모아서 보여준다. 뿐만 아니라, 자신의 소셜 네트워크 친구가 근처에서 글을 남기면 직접 앱을 실행하지 않아도 알람으로 알려주는 것이 특징이다.

## 반조(Banjo) 회사 연혁
- 2011년 6월 22일, 대미엔 패튼(Damien Patton) 캘리포니아 레드우드시티에서 반조(Banjo) 설립[1]

- 반조(Banjo) 앱 6개월 만에 50만 사용자 돌파[2]

- 반조(Banjo) 앱 9개월 만에 100만 사용자 돌파[3]

- 2012년 11월, 전 세계의 게시물, 트윗, 체크인 검색이 용이하도록 디자인 및 기능 업데이트[4]

- 2012년 11월 15일 반조(Banjo) 앱 버전 3.0 발표 이후, 3백만 사용자 돌파[5]